# Стоке, Мелис
Мелис Стоке, или Амелис Стоке (нидерл. Melis Stoke, Amelis Stoke, лат. Aemilius Stoke; около 1235 — между 1305 и 1315) — нидерландский хронист, придворный секретарь графов Голландии Флориса V, Яна II и Виллема III, автор «Рифмованной хроники», одного из первых сочинений, написанных на голландском языке.

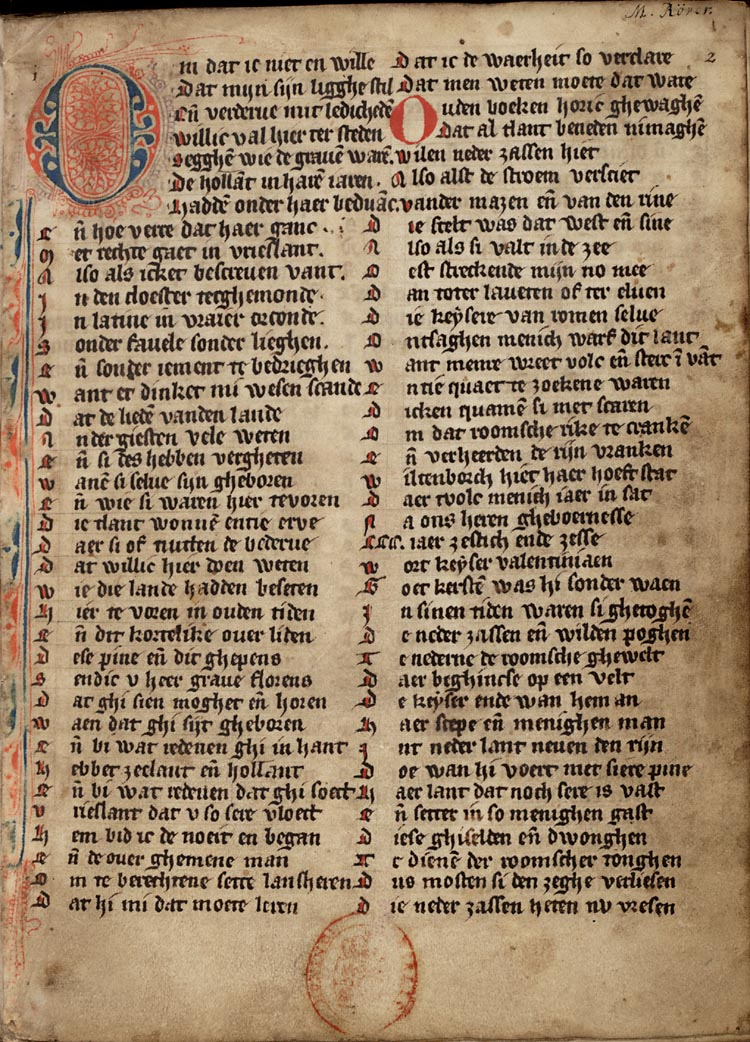
Первый лист «Рифмованной хроники» Мелиса Стоке, XIV в.

## Биография
Родился около 1235 года в Зеландии, предположительно в г. Зирикзее, расположенном на острове Схаувен-Дёйвеланд, в 30 км к юго-западу от Роттердама. Возможно, получил образование в одном из местных монастырей и имел монашеский сан. 
Не позже 1290 года поступил на службу к графу Голландии Флорису V (1256—1296), исполняя обязанности его придворного секретаря. После гибели последнего, служил в 1296—1299 годах городским писарем в Дордрехте (Южная Голландия).
В ноябре 1299 года объявился при дворе нового графа Яна II д’Авена (1299—1304), также в качестве секретаря. В посвящении, включённом в X книгу своей хроники, называет себя «бедным писцом» и преемника последнего, графа Виллема III Доброго (1304—1337).
Умер не позже мая 1305 года, возможно, в 1315 году, в Гааге, или Дордрехте.

## Сочинения
В 1290 году продолжил на среднеголландском языке «Рифмованную хронику» (нидерл. Rijmkroniek), начатую около 1283 года его анонимным предшественником, закончив составление её первой редакции около 1302-го, а окончательной — около 1305 года. Хроника, состоящая из 13 500 стихов, охватывает события нидерландской истории, преимущественно Южной Голландии и Зеландии, начиная с 689 года, времён покорения фризов франками, по 1305 год, до начала правления графа Виллема III Доброго. 
Информацию Стоке черпал в основном из письменных источников, в том числе «Истории против язычников» Павла Орозия (V в. н. э.), «Эгмондских анналов» (нач. XIII в.), «Хроники пап и императоров» Мартина Опавского (1278), «Зерцала истории» (нидерл. Spiegel Historiael) Якоба ван Марланта (1283), не считая местных городских хроник и упоминаемых им «латинских документов из Эгмондского монастыря», пользуясь также свидетельствами очевидцев и собственными наблюдениями. 
В то время как первые книги «Рифмованной хроники» неоригинальны и в основном пересказывают труды вышеназванных авторов, определённую ценность представляет последний её раздел, начиная с 1286 года, излагающий современные автору события. В частности, заслуживает доверия рассказ Стоке об убийстве графа Флориса V (1296), предпоследнего представителя фризской династии Герульфингов, уважением к которой проникнуто всё его сочинение, а также сообщения о линчевании Вольферта I ван Борселена в Делфте (1299), войне с западными фризами и победе над фламандцами при Зирикзее. Помимо событий в Нидерландах, местами Стоке упоминает и происходившие в Священной Римской империи. Некоторые его известия, не подтверждённые независимыми свидетельствами, вызывают сомнения у современных исследователей.
В отношении стиля Стоке подражал Якобу ван Марланту, позаимствовав немало литературных оборотов и рифм из его поэмы «Троянская история» (нидерл. Historie van Troyen, 1264), но в целом язык его хроники довольно сух и безыскусен.
Помимо хроники, сохранилось не менее 39 подлинных документов, принадлежащих перу Мелиса Стоке, авторство которого в их отношении установил историк Ян В. Бюргерс, в том числе городская хартия Дордрехта от 12 декабря 1299 года, подписанная графом Яном II во время его инаугурационной поездки по стране.

## Издания и исследования
Авторство Мелиса Стоке в отношении «Рифмованной хроники» окончательно установлено было историком XVII века Петром Скривериусом, который обнаружил его имя на листе пергамента, содержавшем неизвестный её фрагмент (лат. Petrus Scriverius). В 1663 году Скривериус опубликовал выдержки из его труда в своём компилятивном сочинении «Старинные готические хроники Голландии, Зеландии, Фрисландии и Утрехта» (нидерл. Het oude Goutsche chronycxken van Hollandt, Zeelandt, Vrieslandt en Utrecht), вышедшем в Амстердаме.
Тираж первого амстердамского издания «Рифмованной хроники» Стоке, подготовленного в 1591 году историком и переводчиком Янусом Дауса, пострадал при пожаре, поэтому известность она приобрела только в 1620 году, когда переиздана была в Гааге. В 1699 году в Роттердаме Корнелисом ван Алкмаде выпущено было третье издание, а в 1772 году хроника переиздана была в Лейдене Балтазаром Гюйдекопером. В 1885 году в Утрехте вышло комментированное научное издание в двух томах под редакцией профессора местного университета Виллема Герарда Бриля, подготовленное для «Исторического общества Нидерландов». Всего с 1772 по 2008 год хроника выдержала не менее 9 изданий.
Известно не менее 3 полных рукописей и 5 фрагментов хроники Стоке из собраний Королевской национальной библиотеки Нидерландов и библиотеки Лейденского университета.

## Память
На волне роста интереса к национальной истории, имя Мелиса Стоке сделалось популярным в Нидерландах в конце XIX — начале XX века. В частности, известный журналист Херман Саломонсон (1892—1942) использовал его в качестве псевдонима. Будучи главным редактором колониальной газеты «Java-Bode» в Батавии, он в 1923—1926 годах ежедневно публиковал в ней отрывки из «Рифмованной хроники» Стоке, а позже продолжил этот раздел в газете «Het Soerabaiasch Handelsblad», издававшейся в Сурабае (Ява).
В рекламном журнале «Rynbende — Blijmoedig Maandblad», издававшемся ликеро-водочным заводом г. Схидама (Южная Голландия), с 1929 по 1934 год появлялись статьи под заглавием «Мелис Сток».
Имя Мелиса Стоке носят улицы в ряде населённых мест в Нидерландах и Бельгии, например, улица Мелис Стокелаан в Гааге.

## Публикации
- Rijmkronijk van Melis Stoke: met historie-oudheid-en taalkundige aanmerkingen door Balthazar Huydecoper. — Leiden: Johannes le Mair, 1772. — 615 p.
- Rijmkroniek van Melis Stoke, 2 vol. Uitgegeven door W. G. Brill. — Utrecht: Kemink & zoon, 1885. — xcvi, 290+380 p.
- De Rijmkroniek van Holland: haar auteur en Melis Stoke, uitgegeven door Hugo C. Peeters. — Antwerpen: De Nederlandsche Boekhandel, 1966. — 208 p.